# Discocnide
Discocnide es un género monotípico de arbustos  perteneciente a la familia Urticaceae. Su única especie: Discocnide mexicana (Liebm.) Chew, se encuentra en Centroamérica.
Se llama chichicaste o pan caliente en El Salvador, ortiga en Guatemala, y laal, del maya, en Guatemala.

## Descripción
Son arbustos que alcanzan un tamaño de 2–5 m de alto, con tallos abultados; son plantas monoicas. Las hojas son alternas, ovadas, de 8–14 cm de largo y 5.5–12.5 cm de ancho, el ápice agudo, la base truncada, redondeada o cordada, el margen crenado a dentado con 1.5–3 dientes/cm, cistolitos muy cortamente lineares, el haz glabro o con tricomas dispersos de 0.4–0.6 mm de largo, los nervios principales del envés con tricomas urticantes dispersos de 0.5–1.3 mm de largo, claros, translúcidos, nervadura pinnada; estípulas intrapeciolares completamente connadas. Las inflorescencias son unisexuales (raramente bisexuales), paniculadas, de 6–25 cm de largo, con tricomas urticantes de 0.5–1.1 mm de largo; las flores masculinas con perianto 5-partido de 1.4–2 mm de largo; las flores femeninas con perianto 4-partido, los 2 segmentos laterales más grandes, ovados, 0.4 mm de largo, estigma filiforme, 1.5 mm de largo. El fruto es un aquenio discoide aplanado, casi redondo, con paredes papiráceas hialinas, de 4 mm de diámetro, glabro; con la semilla visible a través de las paredes del fruto.

## Distribución y hábitat
Es una especie rara, que se encuentra en los bosques de pino-encinos, de la zona norcentral de Centroamérica; a una altitud de 700–1000 metros; desde México a Nicaragua. 

## Taxonomía
Discocnide mexicana fue descrita por (Discocarpus mexicanus Liebm.) Wee-Lek Chew y publicado en The Gardens' Bulletin Singapore 21(2): 208, en el año 1965. (31 de mayo de 1965)